# Jørgen Frantz Hammershaimb
Jørgen Frantz Hammershaimb (født 6. juli 1767, død 24. maj 1820) var en færøsk jurist. Han var lagmand på Færøerne i perioden 1805 til 1816. Hammershaimb var den sidste lagmand før Lagtinget blev afviklet i 1816.
Jørgen Frantz Hammershaimb drev gården Steig (á Steig i Sandavági) på Vágar. Han var gift med Armgard Marie (Armgarð Maria), født Egholm, og far til Venceslaus Ulricus Hammershaimb, der regnes som grundlæggeren af det nuværende færøske skriftsprog. 